# Henri Varroy
Henri Auguste Varroy, né le 25 mars 1826 à Vittel (Vosges) et mort le 23 mars 1883, est un ingénieur des Ponts et Chaussées et homme politique français.

## Biographie

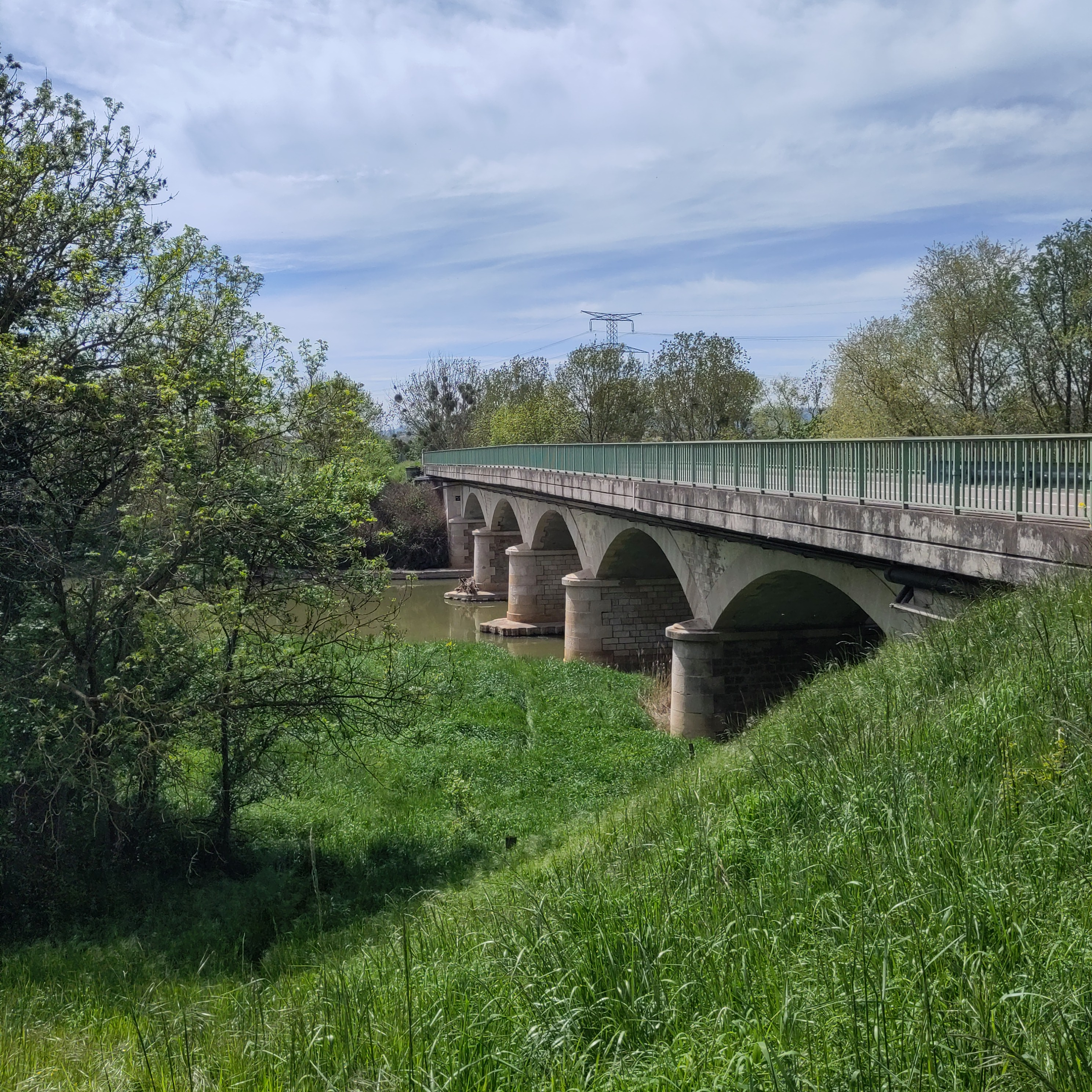
Le pont Varroy à Art-sur-Meurthe

Fils de Jean-Baptiste Varroy, notaire et Catherine Deblaye, Henri Varroy fut élevé par son oncle maternel, Sabastien Deblaye, député conservateur en mai 1849, il alla ensuite au collège d'Épinal puis à Sainte-Barbe à Paris en classe de mathématique spéciales. Il entra ensuite à l'École Polytechnique en 1844 pour en sortir major en 1846. Il rentra dans l'École des Ponts et Chaussées pour la aussi y ressortir major. Il devint ingénieur pour le réseau de chemins de fer de l'Est. En 1864, il fut décoré de la Légion d'Honneur et en avril 1870 il fut porté directeur des chemins de fer d'intérêt local. Pendant la guerre de 70, il partit pour Bordeaux en tant qu'ingénieur en chef pour l'État-Major de la deuxième armée. Il fut élu député de Meurthe-et-Moselle en 1871 jusqu'au 7 mars 1876 siégeant avec le groupe Gauche républicaine alors qu'il était  Le 8 octobre 1871, il devint conseiller général du canton de Nancy puis président du Conseil général. En 1875, il fut mis en disponibilité. 
En janvier 1876, il fut élu sénateur de Meurthe-et-Moselle jusqu'au 23 mars 1883. Il rentra dans le premier gouvernement de Freycinet en tant que ministre des travaux publics du 28 décembre 1879 au 22 septembre 1880 puis du 30 janvier 1882 au 6 août 1882 dans le deuxième.
Décédé sans famille proche, il est inhumé à Haraucourt où il avait des cousins éloignés.